# Conjunt numerable
En matemàtiques, un conjunt és numerable quan els seus elements poden posar-se en correspondència un a un amb un subconjunt del conjunt dels nombres naturals. Concretament, s'anomena conjunt infinit numerable (o denumerable) a aquell tal que els seus elements poden posar-se en correspondència un a un amb el conjunt dels nombres naturals.
Per exemple, el conjunt de tots els nombres parells, és infinit numerable perquè la correspondència següent:
{\displaystyle f(n)={\begin{cases}n+1&{\mbox{si }}n{\text{ és senar}}\\2-n&{\mbox{si }}n{\text{ és parell}}\end{cases}}}
és una bijecció: cada nombre natural correspon a un únic nombre parell i viceversa.
Alguns autors prenen una definició alternativa de conjunt numerable que no inclou els conjunts finits.
Georg Cantor fou el primer que feu ús d'aquest concepte en un article publicat el 1874 que marcaria el naixement de la teoria de conjunts. Tanmateix, la seva importància es manifesta en nombrosos camps de les matemàtiques, en particular a l'anàlisi, en teoria de la mesura i en topologia.

## Definicions
De manera més formal, un conjunt C es diu que és numerable quan és equipotent amb el conjunt dels nombres naturals {\displaystyle \mathbb {N} }, és a dir, quan existeix una bijecció de {\displaystyle \mathbb {N} } amb C. Alguns autors estenen la definició per incloure els conjunts finits, i sota aquesta extensió un conjunt numerable és aquell que es pot posar en bijecció amb un subconjunt dels nombres naturals. Aquesta extensió serà designada en aquest article amb l'expressió «conjunt summament numerable o «conjunt finit o numerable». En cas que hi pugui haver ambigüitat, sempre es pot especificar que un conjunt equipotent amb {\displaystyle \mathbb {N} } és un «conjunt infinit numerable.
En canvi, un conjunt (infinit) no numerable és un conjunt infinit que no és equipotent amb {\displaystyle \mathbb {N} }. L'argument de la diagonal de Cantor permet demostrar que el conjunt dels nombres reals {\displaystyle \mathbb {R} } i el conjunt de les parts de {\displaystyle \mathbb {N} } no són numerables, i també mostra l'existència de nombrosos infinits diferents dels anteriors i que tampoc no són numerables.
Un conjunt que conté un subconjunt infinit numerable és necessàriament infinit. A partir dels axiomes de la teoria de conjunts, en particular l'axioma de l'elecció, es pot mostrar que l'infinit numerable és l'infinit més petit en el sentit que tot conjunt infinit conté un conjunt infinit numerable. Es pot aleshores caracteritzar un conjunt infinit com un conjunt que conté un subconjunt numerable, definició que té aplicacions en teoria de la cardinalitat.
El cardinal de {\displaystyle \mathbb {N} } i, per tant, el cardinal de qualsevol conjunt numerable, es denota {\displaystyle \aleph _{0}} (àlef zero). És el primer dels nombres ordinals àlef, que representen tots els cardinals donat l'axioma de l'elecció.

## Origen del terme
La noció de numerabilitat fou introduïda per Georg Cantor en un article del 1874, Sobre una propietat del sistema de tots els nombres algebraics reals on estableix d'una banda que el conjunt dels nombres algebraics reals (és a dir, el conjunt dels nombres reals que són solució d'alguna equació polinòmica amb coeficients enters) és numerable, i d'altra banda que el conjunt de tots els nombres reals no ho és, a partir del que dedueix immediatament l'existència de nombres transcendents o no algebraics, redescobrint així un resultat de Liouville.
El seu origen està lligat a la concepció de l'infinit en matemàtiques. Fins al descobriment de Cantor, l'infinit era l'infinit potencial, la possibilitat de continuar un procés sense aturar-se mai. La comparació de conjunts infinits comporta la noció d'infinit assolit, actual o complet: un conjunt infinit vist com un tot, un concepte que ha sigut rebutjat per nombrosos matemàtics (Gauss, o, a l'època de Cantor, Kronecker, etc.). Per fer-ho, el fet de considerar una infinitat d'objectes com un tot, és a dir, el concepte de conjunt infinit, no té sentit, sinó que l'infinit només pot sorgir del procés d'enumeració sense repetició que mai no s'atura. Només l'infinit numerable pot tenir en rigor algun sentit.